# (6733) 1992 EF
1992 إي أف (ويعرف أيضًا باسم (6733) 1992 إي أف وفق تسمية الكوكب الصغير) (بالإنجليزية: 1992 EF)‏ هو كويكب ضمن حزام الكويكبات؛ وترتيبه 6733 من حيث الاكتشاف.
اكتُشف هذا الجُرم الفلكي بواسطة هيروشي كانيدا في 2 مارس 1992.

## وصلات خارجية
- (6733) 1992 EF في قاعدة بيانات مختبر الدفع النفاث لأجرام النظام الشمسي الصغيرة

- الاكتشاف · مخطط المدار ·  العناصر المدارية · المعلمات المادية

- (6733) 1992 EF على موقع ويكي سكاي: DSS2, SDSS, GALEX, IRAS, Hydrogen α, X-Ray, Astrophoto, Sky Map, Articles and images